# Xbox ネットワーク
Xbox Network（旧称：Xbox Live）とはマイクロソフトが提供するオンラインサービス（オンラインコミュニティ）である。
2003年1月16日に初代Xboxでサービスを開始し、Xbox 360、Xbox One、Xbox Series X/Sにもサービスが提供されている。
初代Xboxにおいては2010年4月15日にサービスが終了したが、初代Xboxの時点からサブスクリプション制となっていた。Xbox 360以降の本体でのサービスは現在でも継続されている。
Xbox Networkには、無料のサービスと定額制のサービス（Xbox Game Pass Core（旧称：Xbox Live Gold））がある。
2021年3月、Xboxに関連するすべてのサービスを網羅し、Xbox Game Pass Coreのサブスクリプションサービスをこれらの他のサービスと区別するために、「Xbox Live」を「Xbox Network」として再ブランド化した。それに伴いアカウントの名称が「Xbox Live アカウント」から「Xboxアカウント」に変更された。

## 特徴
同社が発売するゲーム機であるXboxの発売に合わせてコンシューマーゲーム向けのサービスとして開始し、次世代機であるXbox 360/Xbox One/Xbox Series X/Sにも受け継がれている。Xbox 360とXbox One以降のゲーマータグのシステムはほぼ別物であるが、フレンドリストや実績などは互換性が自動的に付与されている。
Windows Vistaにも同等のGames for Windows Liveが実装されており（Xbox 360とWindowsパソコン間でのオンライン対戦プレイもサポート）、Windows PhoneやWindows 8/Windows 10などにも対応していたが、2013年に廃止された。廃止後のFallout 3などではこの機能の残骸が不具合を起こし、最新のWindowsでゲームが正常に動作しなくなるケースがあった。
Xbox ネットワーク（旧称：Xbox Live）は各種オンライン対応ゲーム・ビデオといったエンターテイメントに対応し、ユーザーの情報等を共通して使用することができる。オンラインゲームを展開する際にネットワークやアカウントの設定などがゲームごとに必要になるのではユーザーの利便を損なうことになるため、Xbox ネットワークでは「Microsoft アカウント」（旧名：Windows Live ID、Microsoft Passport Network）をベースとしたシングルサインオンシステムで本体の機能として接続情報と会員情報を一括管理し、オンラインゲームはその情報を利用することによりゲームごとに登録するわずらわしさを解消している。またそれのみならず各種ゲームの情報や体験版の配信、他のプレイヤーとのテキストやビデオチャットなど多彩なサービスが提供されている。
Xbox ネットワークには有料のゴールドメンバーシップ契約がある（以前は無料会員はシルバーメンバーシップと呼ばれていたが変更された）。その特典として、ネットワークを通じた協力・対戦（オンラインマルチプレイ）やパーティーチャット、割引などの優遇サービスが受けられる。この名称はサービスの名称が変更された現在も「Xbox Live Gold」のままである。
2023年7月17日、従来より続く「Xbox Live Gold」を廃止し、2023年9月1日より「Xbox Game Pass Core」に移行すると発表した。これにより、初代Xboxから続くネットワークサービスの名称であった「Xbox Live」は歴史に幕を下ろし、Xbox Game Passに統一される形となった。詳細についてはこちらを参照。

### マッチング
基本的に各プレイヤーは会員情報としてゲームでの成績によるレーティングが管理されており、できるかぎり同じレーティングのプレイヤーが対戦を行うことができる。またゲームによっては既に開かれているセッションの中から条件を指定して検索しそのセッションに参加する形で対戦相手を選ぶ事が可能。また、既に参加枠が埋まったセッションにおける対戦を観戦できるソフトもある。マッチングの地域制限はソフトメーカー側が決める。

### チャット
Xbox 360周辺機器であるXbox Liveビジョンカメラを使用する事で対応ソフトではお互いの顔を見ながらの通信プレイができる他、ビデオチャットや写真付きのメッセージの送信が可能（ゴールドメンバーシップが必要）。2007年5月に行われたアップデートでWindows Live Messengerとの間でのメッセージ送受信も可能になった。ボイスチャットの声にエフェクトを掛けて素の声をわかりづらくする機能があるが、完全なものではない。なおXbox 360にはこの機能は搭載されていない。Xbox One以降、チャットはPC/Android/iOS版Xboxアプリと連動しているため、同じアカウントでログインすることでメッセージアプリとして使うことが可能であり、パーティーを作成することでPC/Android/iOS/Xbox One/Xbox Series X/S間でボイスチャットをおこなうことが可能である。ただし、パーティーの作成にはXbox Live Goldが必要である。
Xbox One以降はテキストのみを使用したチャット、パーティー、ボイスチャット、またはコミュニティに加入することも可能となっており、Xbox One上で360ソフトを起動してもコントローラー上から問題なくボイスチャットが可能となる。

### フレンドリスト
仲がよくなった他のプレイヤーを登録しておくことができる機能。他のプレイヤーが接続中かどうか（そして何をプレイしているか）を確認でき、さらに現在プレイしているゲームに招待したりボイスメッセージを送ることも可能である。Xboxアプリなどでは自分とフレンドの実績をゲーム単位で比較する事も可能。2007年12月より、13歳以上のプレイヤーは自分のフレンドリストをフレンドに対して公開できるようになった。18歳以上であればフレンド以外への公開も可能であり、また年齢に応じて定められた初期設定を上限として更に公開範囲を制限することも可能。

### 自動アップデート
ゲームのバランス調整、バグ修正のパッチやシステム自体のアップデートはXbox ネットワーク接続時に自動的に確認、ダウンロードされる。パソコン用ゲームのような煩雑なパッチの適用が不要となっている。なおアップデートが行われる際は一度Xbox ネットワークから切断され、更新を行わないと再接続できない（ゲームに対するアップデートを行わなかった場合はそのゲームを終了しダッシュボードに戻った時点で再接続される）。

### ダウンロードコンテンツ
追加コンテンツ、体験版、Xbox Live Arcade（Xbox 360のみ）のゲームやゲームのデモムービーなどをダウンロードする機能。中にはゴールドメンバーシップ限定のダウンロードコンテンツも存在する。配信コンテンツは、特にElectronic Entertainment Expoや東京ゲームショウなどのイベントで発表された新作ゲームのデモムービーなどに力を入れている。Xbox One以降はゲームを選択してから「ゲームのアドオンを管理」を選択し、購入したDLCのチェックマークを付けることでDLCがインストールされる。

### 不快な行為への対策
不正行為やボイスチャットで他のプレイヤーからハラスメント行為などがあった場合はゲーム中からそのプレイヤーをマイクロソフトに通報することが可能となっている。マイクロソフトが必要と判断すればボイスチャットの一定期間使用禁止などの措置がとられる。またチート対策からか2007年5月より内部のプログラムが改造されている本体を自動的にXbox ネットワークから排除するシステムが運用されている。2008年3月25日より外部ツールなどを使用して不正に実績を入手しゲームスコアを改竄したアカウント所持者には制裁が下される事となった（ゲーマースコアが0になる（ゲームスコアのリセット）、ゲーマーカードに「ごまかし行為者」（日本語の場合）と表示される、ゲーマースコアが0になる前にプレイしたゲームで解除された実績を再び解除しても、ゲーマースコアを取得出来ない）。なお、Xbox ネットワークの使用やリセット後にプレイするゲームの実績の解除は可能である。ゲーム機本体そのものを回線から永久追放することもまれに発生する。ゲーム機がbanされた場合は、そのゲーム機は本体のバージョンアップ以外の用途で永久にXbox Liveに接続することができなくなる。Xbox One以降はオンラインマッチを途中退室し、マッチングの終了期間までに再度参加しなかった場合のペナルティが厳しくなり、すべての作品で途中退室が監視されるようになった。また、サードパーティー向けの違法の周辺機器を接続しても不正検知が行われるようになった。

### Xbox クラウド セーブ
Xbox 360以降、クラウドセーブができるようになった。これは2023現在ではXbox Game Passが不要でだれでも利用することができる。本体とクラウドの両方に保存され、友達や家族の本体を使用する場合や、新しい本体に切り替えた場合にも、データが失われることはない。同期のタイミングはXboxを起動するたびに更新される。これはXbox Cloud Gamingや、One以降のXboxの360下位互換機能で特に活用されている。

### 旧 ゲーマータグ
旧ゲーマータグはXbox ネットワーク会員の「ニックネーム」。アカウントの設定時に英数字で設定する。すでに使用されているゲーマータグを重複して使用することはできない（Xbox本体で作成したゲーマープロファイルの名前が既に使用されていた場合、Xbox ネットワーク用のプロフィールにする際に変更を要求される。なお重複していなくてもオンライン用のプロフィールにする際に変更することは可能）ため、Xbox Liveにおいてプレイヤーを特定することができる。Xbox本体か専用サイトよりゲーマータグの変更が可能になっているが、初回のみ無料であり2回目以降は約1000円かかる。また、ゲーマータグはXbox.com内のフォーラムにおけるハンドルネームとしても扱われる。
Xboxではゲーマープロフィールと呼ばれるプレイヤーのステータスがゲーマータグに関連づけられている。これには以下のものが含まれる。
- ゲーマーアイコン
- 進行度ややり込み度に応じた実績と、それに対応するゲーマースコア
- Xbox Liveでのプレイスタイルを表すゲーマーゾーン
- 自己紹介や信条を表明できるモットー
- オンラインで一緒にプレイしたプレイヤーの評価による評判

### 新 ゲーマータグ
2019年6月10日、新しいゲーマータグ機能が発表された。これはPC、Android、iOS、Xbox One、Xbox Series X/Sのみであり、Xbox 360には提供されないため、一度新ゲーマータグに変更するとXbox 360側のゲーマータグはランダムな名前に変更されることがある。
また、今回の変更によって日本語、中国語、韓国語、ベンガル文字、デバナガリ文字、キリル文字などにも対応した。今までのゲーマータグは、すでに使用されているゲーマータグを重複して使用することはできなかったが、使用できるようになった。ただし、同じゲーマータグと区別するためにゲーマータグの後に「#～～」という形で接尾辞がつくようになった。それは自動的に設定されるため自分では決められない。新しいゲーマータグで使用できる文字数は 12 文字までとなっているが今までのゲーマータグを取得している人は、そのゲーマータグをそのまま使用できる。
接尾辞がつかないようにするには日本語などを使わず、旧ゲーマータグと同じ方法で設定すればつかないようになっている。2022年現在、旧ゲーマータグと新ゲーマータグを混合しているため注意が必要である。Microsoftは今後旧ゲーマータグを新ゲーマータグに統合する計画を立てている。

### ゲーマースコアと実績
ゲーマースコア（単位：G）の基本ポイントは「実績（じっせき）」と呼ばれるゲームの進行度（やり込み）の項目に分配する事になる。実績のロックを解除してゲーマースコアを獲得することを実績解除という。また、Microsoft Rewardsに参加することで特典が手に入る。
ゲーム本体がWindows 10のストアアプリである場合、規定で有効になっているOSの各種テレメトリ機能を手動で停止しているとゲームの実績が解除されないことがある。ゲーム自体はそのままでも問題なくプレイできるが、実績を解除したい時にはテレメトリ機能を有効にしてWindowsを再起動する必要がある。ただし、原則1つのアカウント内ではセーブデータをリセットできないゲームの「初めてオープニングを見た」など過ぎてしまった実績は未解除のまま解除することも出来ない。
当初はパッケージタイトル（ディスク媒体で販売されている物）では1本につき1,000G、Xbox Live Arcadeのタイトルでは1本につき200Gとなっており、制作者はそれを複数（パッケージタイトルでは最低5項目以上、Xbox Live Arcadeでは本体で12項目、DLCで増えるケースは確認されている）。その分配は均等でもよく、難易度に応じて重みを付ける事も可能。実績に対するゲーマースコア配分に下限はなくソフトによっては0Gの実績が存在する（『TMNT 1989 Arcade』のマンホールに5回落ちる「In the Dark」）他、その実績を持っているプレイヤーとオンラインでプレイすることで感染するタイプの実績も存在する（『Soltrio Solitaire』の「ミングラー」）。
2007年2月1日に発表された新基準ではこの他にダウンロードコンテンツに関連する25%（パッケージタイトルでは250G、Xbox Live Arcadeタイトルでは50G）までの上乗せが可能となっている他、基本ポイントの一部を無償のダウンロードコンテンツに割り当てる事も可能となっている。以下は基本ポイントの一部をダウンロードコンテンツに割り当てた一例である。
- 『ライオットアクト』では初期状態では43項目合計で900Gであり、ダウンロードコンテンツで7項目・350Gが追加された。この追加された350Gの内160G（3項目あり、100G・40G・20G）は無料ダウンロードのみを利用したソロプレイでも獲得可能であり、20G（10Gが2つ）は無料ダウンロードのみ利用している者でも有料ダウンロード利用者との協力プレイで獲得することが可能である（1つは元々協力プレイに関する物）。残る2項目・170G（20Gと150G）は有料ダウンロードを利用しなければ獲得できない。
- 『EXIT』では初期状態では12レベルまでしかないが実績については200Gの枠内で22レベルまで用意されている（12レベルまでで6項目・85G）ため13レベルから22レベルまでを追加し6項目・115Gを提供する為のダウンロードコンテンツは無料でなければならないことになっており、後に2回に分けて無料ダウンロードで配信された。
- ダウンロードコンテンツによる上積み分の上限がさらに変更されているケースがある。これについては、現在上積み分が最高で基本ポイントの75%（パッケージタイトルでは750G、Xbox Live Arcadeでは150G）になっていることが発表されている[12]。
- 『Halo 3』『Gears of War 2』では2009年8月現在ダウンロードコンテンツによる上積み合計は750Gとなっている。
- 『Fable II』では2009年1月配信の「ノットホール島」で100G、2009年5月配信の「未来の行方」で250Gの上積みが行われ合計が350Gとなっている。
- 『NINJA GAIDEN 2』など、発売時点からDLCによる実績を含めているために合計値が上積みされているものもある。

実績解除するための難易度はゲームによって大きく異なり、開始後数分で全実績が解除されるゲーム（『Avatar:The Burning Earth』など）もあれば、1つの実績を解除するのに廃人プレイでも数年かかる難易度のゲームも存在する（『ファイナルファンタジー11』のレリック装備を最終段階まで強化するなど）。また、プレイ人数の減少によるオンラインプレイが困難になったり、バグなどで実績解除が不可能なゲームもある。なお、デモ（体験版、お試し版）および旧Xboxの作品ではゲーマースコアは獲得できない（『ライオットアクト 2』では体験版で一定条件を満たした状態で製品版をプレイすることで、体験版で解除条件を満たした実績が即時解除されるシステムが登場した）。
Xbox One以降、Xbox Live Arcadeが廃止されたため、ダウンロード専用のソフトでも1000G以上のゲーマースコアの設定が可能となっている。
また、チャレンジ実績というシステムが追加された。期間限定で取得できる実績で、ゲーマースコアは必ず0G。期間が終了すると実績一覧から削除される。
後のアップデートで実績のレア度が追加され、解除したプレイヤーの割合が表示されるようになり、解除したプレイヤー数が少ない実績を解除すると解除時のメッセージが「めったにない実績が解除されました」となり、効果音も豪華なものになる。

### Xbox Live Arcade（Xbox 360のみ）
Xbox Live Arcade（エックスボックス ライブ アーケード、略称：XBLA、en:Xbox Live Arcade）はXboxならびにXbox 360用のダウンロードサービスである。Xboxでは専用クライアントディスク、Xbox 360では本体のメニューの機能として実装されており、ネットワーク上でしか配信されていない各種ゲームをダウンロードしてプレイすることができる。
Xbox 360では当初は『ガントレット』や『スマッシュT.V.』、『フロッガー』、『ギャラガ』といったクラシックゲームや日本国外で携帯電話向けに配信されていたコンパクトなアクションパズルゲームの移植版などが中心だったが順次本体の性能を生かしたフルポリゴンゲームも投入されている。なお、Xbox 360用ハードディスクには出荷状態でアレクセイ・パジトノフのパズルゲーム『HEXIC HD』がプリインストールされている(Xbox One上でも無料配信）。
また、『UNO』などのように周辺機器の「Xbox Liveビジョンカメラ」を接続することでボイスチャットだけでなく顔を見ながらの対戦プレイが可能な物もある。
基本的にほとんどのゲームが無料でお試し版をダウンロードでき、フルバージョンを解放する形で購入できる。

### Xbox クラシックス、ゲームオンデマンド（Xbox 360のみ）
Xbox 360向けに行われているパッケージタイトルのダウンロード販売には、Xbox用ソフトを配信するXbox クラシックスとXbox 360用ソフトを配信するゲームオンデマンドがある。
Xboxクラシックスは2007年12月4日に開始された。Xbox 360上での互換機能を利用するため、ソフトの挙動は実際に旧Xboxソフトを動作させた場合と同等となっている。
日本においては2007年12月4日から5本が配信開始され、以降も配信ソフトが追加されている。また米国などでは「Xbox originals」と呼称され、配信ソフトが大きく異なっている。
2009年8月11日にはゲームオンデマンドが開始された。

### Xbox Live インディーゲーム（Xbox 360のみ）
Xbox 360ではXNAを利用して個人でもXbox Live インディーゲーム（en:Xbox Live Indie Games、略称XBIG、およびXBLIG）と呼ばれるゲームを制作することができた。以前はXbox 360上での実行にはXNA Creators Clubのメンバーシップが必要でありXNA Creators Clubメンバー間での共有は可能であったが、後にXNA Creators Clubの会員以外でも完成したソフトをマーケットプレースでダウンロード購入することが可能となった（日本では2009年8月11日より）。以前は「コミュニティゲーム」と呼ばれていた。なお、インディーゲームもXbox Liveアーケード同様お試し版の無料ダウンロードでテストしてから購入することが可能となっている。このサービスは2017年9月29日に終了した。このサービスからは『まもって騎士』や『メゾン・ド・魔王』、『I MAED A GAM3 W1TH Z0MB1ES!!!1』といった作品がヒットし、他のプラットフォームへ展開されることもあった。一方で、ライターの渡邉卓也はサービス終了後の2017年10月にIGNに寄せた記事の中で、実際のところは玉石混交ぶりが激しかったと話している。渡邉によると、このサービスで最初に流行したのが、コントローラの振動をマッサージ機として使う『Rumble Massage』という作品であり、しかも同作への便乗が相次いだという。その後も似たような便乗が繰り返され、質の低い、あるいは悪質なタイトルがあふれかえった結果、このサービスからユーザーが離れていったと渡邉は2018年のIGNの記事の中で振り返っている。その後、マイクロソフトはインディー開発者向けの自主販売プログラム「ID@Xbox」を開始したほか、2014年には認証プロセスを簡略化した「Xbox Live クリエイター プログラム」を展開した。

## その他
- Xbox One以降の基本プレイ無料ゲームを除き、ほとんどのゲームでは対戦を行うには有料の「ゴールドメンバーシップ」でなければならない。この仕様はマイクロソフトが最初に行ったものであり、PS3や3DS、Wii Uではまだ有料のメンバーシップが必要ではなかった。
- 初代Xboxの段階でLAN端子を前提としたネットワーク体制を確立させており、電話回線はPS2の北米モデルなどと異なり使用できなかった。また、「ゲーマータグ」、「サブスクリプションの25桁番号の入力による解禁」、「クレジットカードの登録」、「ボイスチャット用マイクの市販（Xboxボイスコミュニケータ）」、「DLCの購入システム」に関しても初代Xboxの時点ですべて実装されていた。
- Xboxで最初に始まったXbox Liveはクレジットカードの登録が必須であり、クレジットカードを所持できない18歳未満の者や学生が単独でオンライン接続を行うことが不可能だった（ただし、家族のうち1人がクレジットカードを持っていれば大抵のケースではその1名が複数のIDを持つ事により仮想的に家族全員に個別のIDを持たせることも可能ではある[18]がゲームで親のクレジットカードを使うことになるためそのことに同意が得られない問題もあった）。これはXbox 360の新しいXbox Liveでプリペイドカードが用意されたことにより解消されている（ただしXbox 360においても、13歳未満のユーザーのアカウントを作成する際には保護者側のアカウントにクレジットカードが必要である）。なおXbox 360用のサービスではMicrosoft アカウントとなるメールアドレスが必要だが、本来のメールアドレスを持っていなくてもHotmailのアカウントがあればそれをIDとすることで利用できる。
- マーケットプレースで配信されているコンテンツに対する国の格差が大きく、アメリカ用のアカウントを別に取得した日本やヨーロッパの会員も多い。これがコンテンツ配信元との契約に関して問題になったためか、2007年5月より一部のコンテンツに対し利用者の接続元により制限を行うシステムが組み込まれている。One以降は本体の地域設定の変更だけでショップのリージョンを変更できるようになった。
- 2007年12月5日のアップデートでプロフィール機能が追加されたが、住所に「竹島」と入れると不適切な表現だとして訂正を求められた時期があった。これは竹島の領土問題を考慮してのことだと思われるが韓国の呼称である「独島」は利用可能である。この問題に関し、2007年12月6日にマイクロソフトはXbox.comにおいて不適切な入力チェックが行われていることを認め文字フィルターの修正作業に着手したと発表した[19]。
- ゲームソフト供給側に対する規制がきつい問題が存在した。アップデートの配信に5回目から有料であった[20]が、『World of Tanks』の独占供給のため廃止したとされる。ダウンロードコンテンツで無料配信が出来ない事[21]などである。
- 「コンテンツ配信に伴う通信費」を全額MSが負担する。
- サーバーダウン・メンテナンスがほとんどない。しかし、2014年末から2015年年始頃に発生したDDoS攻撃以降は不具合が多くみられている。また、2011年頃にはアカウント乗っ取り、MSPの無断使用、転売目的でのクレカによるDLCの無断購入などが起きた[22][23]。
- ゲオは2021年11月7日をもってプリペイドカード以外の全XBOXシリーズの中古販売から撤退している。[24]